# Passeport moldave
Le passeport moldave est un document de voyage international délivré aux ressortissants moldaves, et qui peut aussi servir de preuve de la citoyenneté moldave. 